# Kadınlık
Die osmanische Frauenzeitschrift Kadınlık ("Weiblichkeit") wurde zwischen März 1914 und Juli 1914 von Hacı Cemal und Nigar Cemal in Istanbul herausgegeben. Als Chefredakteurin der Zeitschrift fungierte Nigar Hanım. Insgesamt erschienen zwölf Ausgaben, die in erster Linie aus Nachrichten, Artikeln, kleinen Geschichten, Bildern und Fotos bestanden. Darüber hinaus wurden Artikel über die Rolle der Frau im gesellschaftlichen Leben und Themen wie Bildung, Mode, Schneiderei und Haarpflege veröffentlicht, ebenso wie Artikel von weiblichen Intellektuellen, die Teil der osmanischen Frauenbewegung waren.
Das erklärte Ziel von Kadınlık sei, die Betrachtung der Welt der Frauen zu verändern, die Horizonte der Weiblichkeit zu erhellen und einen Boden für ihren Fortschritt zu bereiten. Sie wolle die Frau unterstützen und sie mit Wissen ausstatten, um so die Position zu erlangen, die ihr zustehe. Im Untertitel der Zeitschrift heißt es zudem: „Sie verteidigt die Existenz der Weiblichkeit und ihre Stellung im Land.“
Kadınlık bildet eine wichtige Quelle für das Verständnis der Frauenbewegungen der damaligen Zeit, die mit ihrem Diskurs über die soziale Stellung der Frau und verschiedene sozioökonomische Aspekte zudem einen wichtigen Platz unter den Frauenpublikationen der konstitutionellen Ära einnimmt.